# Auvergne
Regiunea Auvergne (în franceză région Auvergne, în dialectul arvern al limbii occitane Auvernha și în forma latină, inițial folosită în limba română în secolul al XIX-lea, Arvernia) a fost o regiune a Franței de până la reforma administrativ-teritorială din 2014, fiind situată în partea central-sudică, în Masivul Central. Corespundea aproximativ provinciei istorice Arvernia, dar includea și teritorii din alte provincii istorice: Bourbonnais, Velay, Gévaudan, Vivarais și Forez. La 1 ianuarie 2016 a fost comasată cu regiunea Ron-Alpi, fiind creată astfel regiunea Auvergne-Ron-Alpi. 
Arvernia administrativă aduna teritorii diferite pe plan cultural. Se compunea din:
- Regiunea tradițională Auvergne propriu-zisă, cu departamentele Cantal și Puy-de-Dôme, și cu regiunile tradiționale Brioude și Brivadois din departamentul Haute-Loire.
- Regiunea tradițională Velay, care este partea principală a departamentului Haute-Loire (în afară așadar de Brioude și Brivadois), are o istorie diferită și o personalitate proprie.
- Regiunea tradițională Bourbonnais, care corespunde departamentului Allier.

## Geografia
O mare parte din Arvernia este acoperită de munții Masivului Central, masiv hercinian datând de la sfârșitul erei primare ce se întinde pe o șesime din suprafața Franței. Relieful are forma unui platou înalt, tăiat de văi adânci. Nordul regiunii este o zonă deluroasă. Cel mai înalt vârf este Puy de Sancy cu 1886 m.
Orașul principal, capitală a regiunii, era Clermont-Ferrand cu 400.000 de locuitori, aproximativ o treime din populația totală a regiunii. Datorită reliefului muntuos, regiunea despărțea două axe de comunicare în Franța, cea de-a lungul Ron-ului și cea de-a lungul coastei Oceanului Atlantic. O asemenea situare nu a fost favorabilă dezvoltării economice și urbane și a contribuit la stagnarea (regresia) demografică a regiunii.

## Economia
Din punct de vedere economic, se poate spune că Arvernia este relativ industrializată, ocupând 20% din populația activă. Principala industrie este cea a cauciucului reprezentată de constructorul de talie mondială Michelin al cărui sediu social și istoric este situat la Clermont-Ferrand. 